# 3月9日武道館ライブ
『3月9日武道館ライブ』（さんがつここのかぶどうかんライブ）は、日本のロックバンド・レミオロメンの1作目の映像作品。

## 内容
初の映像作品となったライブビデオ。
2005年3月9日に東京・日本武道館で開催された『レミオロメン 3月9日 武道館ライブ』の模様が収録されている。

## 収録映像曲
本編
1. 春夏秋冬
2. 春景色
3. フェスタ
4. ドッグイヤー
5. 朝顔
6. まめ電球
7. ビールとプリン
8. 電話
9. 僕らは
10. 深呼吸
11. 五月雨
12. 永遠と一瞬
13. コスモス
14. すきま風
15. 雨上がり
16. モラトリアム
17. 南風
18. 海のバラッド

アンコール
1. アカシア
2. ループ
3. 日めくりカレンダー
4. 3月9日

## 参加ミュージシャン
レミオロメン
- 藤巻亮太：Vocal & Guitar
- 神宮司治：Drums
- 前田啓介：Bass

サポートメンバー
- 皆川真人：Keyboards